# Koraljka Milić
Koraljka Milić (3. travnja 1972.) je hrvatska rukometašica. 
Za seniorsku reprezentaciju igrala je na Mediteranskim igrama 1993. godine.